# Edith Grossman
Edith Grossman (Filadelfia, 22 de marzo de 1936-Manhattan, 4 de septiembre de 2023) fue una traductora literaria de español a inglés de nacionalidad estadounidense. Fue una de las traductoras de ficción latinoamericana más importantes del siglo pasado. En años más recientes, tradujo obras de ganadores del premio Nobel como Mario Vargas Llosa y Gabriel García Márquez y otros autores como Mayra Montero, Augusto Monterroso, Jaime Manrique, Julián Ríos, Álvaro Mutis y Miguel de Cervantes.

## Biografía
Nació en Filadelfia, Pensilvania, y en los últimos años residía en Nueva York. Estudió en la Universidad de Pensilvania y la Universidad de Nueva York, habiendo también colaborado con la Universidad de California en Berkeley.

## Premios y crítica
En 1990, Gabriel García Márquez dijo que prefiere leer sus propias novelas en sus traducciones al inglés de Grossman y Gregory Rabassa. La traducción de Grossman de Don Quijote de Miguel de Cervantes, publicada en 2003, es considerada una de las mejores traducciones de la novela española en inglés, por autores y críticos, como Carlos Fuentes y Harold Bloom.
Sus traducciones le han reportado los siguientes galardones.
2006: Medalla por la Traducción de PEN / Ralph Manheim.
2008: Beca Guggenheim en Humanidades.
2008: Premio de Literatura de la Academia Estadounidense de las Artes y las Letras
2010: Premio de Traducción del Instituto Español Reina Sofía por A Manuscript of Ashes, de Antonio Muñoz Molina.
2016: Cruz de Oficial de la Orden del Mérito Civil, galardón concedido por Su Majestad el Rey de España, Felipe VI.

## Obras
- Por qué la traducción importa, Katz, 2012 (en inglés: Why Translation Matters, Yale University Press, 2011)
- The Golden Age: Poems of the Spanish Renaissance, W.W. Norton, 2007.

## Traducciones seleccionadas

### Miguel de Cervantes
- Don Quijote de la Mancha, Don Quixote, Ecco/Harper Collins, 2003.
- Novelas Ejemplares, Exemplary Novels, Yale University Press, 2016.

### Gabriel García Márquez
- El amor en los tiempos del cólera, Love in the Time of Cholera, Knopf, 1988.
- El general en su laberinto, The General in His Labyrinth, Penguin, 1991.
- Doce cuentos peregrinos, Strange Pilgrims: Stories, Alfred A. Knopf, 1993.
- Del amor y otros Demonios, Of Love and Other Demons, Knopf, 1995.
- Noticia de un secuestro, News of a Kidnapping, Alfred A. Knopf, 1997.
- Vivir para contarla, Living to Tell the Tale, Jonathan Cape, 2003.
- Memoria de mis putas tristes, Memories of My Melancholy Whores, Vintage, 2005.

### Mario Vargas Llosa
- Lituma en los Andes, Death in the Andes, Farrar, Straus and Giroux, 1996.
- Los cuadernos de Don Rigoberto, The Notebooks of Don Rigoberto, Farrar, Straus and Giroux, 1998.
- La fiesta del chivo, The Feast of the Goat, Picador, 2001.
- Travesuras de la niña mala, The Bad Girl, Farrar, Straus and Giroux, 2007.
- Elogio de la lectura y la ficción, In Praise of Reading and Fiction: The Nobel Lecture, Farrar, Straus and Giroux, 2011.
- El sueño del celta, Dream of the Celt, Farrar, Straus and Giroux, 2012.
- El héroe discreto, The Discreet Hero, Farrar, Straus and Giroux, 2015.
- Cinco Esquinas, The Neighborhood, Farrar, Straus and Giroux, 2018.

### Ariel Dorfman
- Antología Poética, Last Waltz in Santiago and Other Poems of Exile and Disappearance, Penguin, 1988.
- Antología Poética, In Case of Fire in a Foreign Land: New and Collected Poems from Two Languages, Duke University Press, 2002

### Mayra Montero
- Tú, la oscuridad, In the Palm of Darkness, HarperCollins, 1997.
- El mensajero, The Messenger: A Novel, Harper Perennial, 2000.
- La última noche que pasé contigo, The Last Night I Spent With You, HarperCollins, 2000.
- Del rojo a su sombra, The Red of His Shadow, HarperCollins, 2001.
- Son de Almendra, Dancing to "Almendra": A Novel, Farrar, Straus and Giroux, 2007.
- El capitán de los dormidos, Captain of the Sleepers: A Novel, Picador, 2007.

### Álvaro Mutis
- Caminos y encuentros de Maqroll el Gaviero, The Adventures and Misadventures of Maqroll, NYRB Classics, 2002.

### Otros autores
- José Luis Llovio-Menéndez, Insider: la vida secreta de un revolucionario en Cuba, Insider: My Hidden Life as a Revolutionary in Cuba, Bantam Books, 1988.
- Augusto Monterroso, Obras completas, Complete Works & Other Stories, University of Texas Press, 1995.
- Julián Ríos, Amores que atan, Loves That Bind, Knopf, 1998.
- Eliseo Alberto, Caracol Beach, Caracol Beach: A Novel, Vintage, 2001.
- Julián Ríos, Monstruario, Monstruary, Knopf, 2001.
- Pablo Bachelet, Gustavo Cisneros, Gustavo Cisneros: The Pioneer, Planeta, 2004.
- Carmen Laforet, Nada, Nada: A Novel, The Modern Library, 2007.
- Antonio Muñoz Molina, Beatus Ille, A Manuscript of Ashes, Houghton Mifflin Harcourt, 2008.
- Luis de Góngora, Soledades, The Solitudes, Penguin, 2011.
- Carlos Rojas, Federico García Lorca asciende a los infiernos, The Ingenious Gentleman and Poet Federico Garcia Lorca Ascends to Hell, Yale University Press, 2013.